# Salve (TV-program)
Salve - en medeltidssaga var ett sommarlovsprogram i Sveriges Television som sändes 1997. TV-produktionen var ett samarbete mellan Sveriges Television och Kalmar läns museum.
Handlingen utspelade sig år 1397, och producerades för att uppmärksamma 600-årsjubileet av Kalmarunionen. SVT ville med programmet väcka intresse hos tittarna för medeltiden.
Programmet finns tillgängligt tills vidare på SVT Play.

## Handling och innehåll
Den medeltidsintresserade pojken Nils råkar av misstag resa tillbaka till 1300-talet när han är ute och åker på sin moped. Han är på väg till en medeltidsmarknad i Kalmar, och han ska ringa hem till sin mamma när han är framme. Det har dock blivit något fel på hans mobiltelefon, och på så vis lyckas han resa 600 år tillbaka i tiden. Han hamnar mitt i händelsernas centrum i Kalmar. Allt utspelar sig sedan nedanför Kalmar slott. Nils träffar Katarina, en flicka som arbetar hos badgumman Rodwy (som anser att åderlåtning är lösningen på alla problem). Katarina är riddare i hemlighet - hon utger sig för att vara sin döde bror, som var riddare på riktigt. Ingen vet att hennes bror är död, och ingen känner till hennes hemlighet och hon avslöjar den aldrig för någon. Om hon gjorde det skulle hon säkerligen hamna i fängelse, eller något ännu värre. Riddar Rosenstråhle, även känd som Klantige Riddaren, blir deras vän och Nils blir Rosenstråhles väpnare.
På slottet sitter Erik av Pommern, och har tråkigt. Istället för att lära sig finskrivning och annat vill han hellre vara en vanlig människa så han brukar smyga ut på stan förklädd till bonde och leta efter vackra möer att uppvakta. Såväl Nils som Katarina och Erik är i 15-årsåldern. De får uppleva många spännande äventyr och har väldigt roligt tillsammans.
I staden smyger också Mecklenburgare omkring och vill förstöra unionsplanerna.

## Rollista
- Henrik Ståhl – Nils Svensson
- Anna Rydgren – Katarina Örnfot
- Niclas Fransson – riddar Rosenstråhle
- Albin Holmberg – Erik av Pommern
- Niclas Fransson – Rodwy / klantige riddaren / diverse småroller
- Ebbe Westergren – härolden

## Produktion
Serien regisserades av Morgan Alling som tidigare medverkat i SVT:s sommarlovsprogram Tippen.
Programmet spelades in i en medeltidsby som byggdes upp för inspelningarna runt Kalmar slott.

### Musik
En instrumental version av Guillaume de Machauts sång "Douce Dame Jolie" användes som signaturmelodi.

## Sändning
Programmet sändes i nio veckor, totalt 45 entimmesavsnitt, sommaren 1997. Förutom handlingen förekom det också olika tävlingar, med final på fredagarna. 
En redigerad version, utan tittarmedverkan och tävlingar, gavs senare ut på VHS (1998). Sedan 2007 finns denna redigerade version även som DVD-utgåva. Salve har även repriserats ett flertal gånger i både SVT och Barnkanalen. Det fanns även ett slags adventskalender där man kunde öppna en lucka för varje avsnitt. 

## Efter inspelningarna
Kulisserna som byggdes inför inspelningarna sommaren 1997 återanvändes under flera år till medeltidsbyn Salvestaden. De första åren fanns anläggningen utanför Kalmar Slott i Kalmarsundsparken. Sommaren 2004 öppnade Salvestaden som ett kommunalägt bolag sin turistanläggning vid Kalmar Dämme, strax söder om Kalmar flygplats. De tidigare kulisserna byttes efterhand ut mot riktiga byggnader. På området fanns ett korsvirkeshus, en komplett smedja, en blida (kastmaskin), en badstuga och flera andra tidsenliga byggnader. 
Stora delar av personalen har bestått av volontärer som tillsammans med fastanställda historiker och pedagoger har dramatiserat Kalmars medeltida historia. Ett annat sommarlovsprogram, Sommarlov 05, sändes delvis ifrån Salvestaden. Salvestadens ägandeförhållanden har genom åren varit ifrågasatt och inför säsongen 2007 fick Salvestaden privata ägare. Salvestaden är numera riven.